# Théâtre d'opéra et de ballet de Novossibirsk
Le théâtre d'opéra et de ballet de Novossibirsk (en russe : Новосибирский театр оперы и балета) est le théâtre le plus important de Novossibirsk et de Sibérie. Il fut achevé en février 1944, l'inauguration ayant eu lieu le 12 mai 1945.
C'est le plus grand théâtre de Russie, plus grand que le Bolchoï. Il est situé au centre de Novossibirsk sur la place Lénine, c'est le symbole de la ville, avec pratiquement en face la petite chapelle considérée comme le centre géographique de la Russie.
Après sa restauration en 2005, son équipement de scène est le plus avancé de Russie.

## Le bâtiment
Le dôme du bâtiment fait 60 m de large et 35 m de haut, le rapport de son épaisseur (une moyenne de 8 cm) sur son rayon est plus faible que celui d'une coquille d'œuf.
Le grand hall peut accueillir 1 790 personnes. La surface totale du bâtiment est de 11 837 m2, son volume est de 294 340 m3. Le théâtre est parfois surnommé « le Colisée sibérien ».

## Direction
Le théâtre est dirigé par Ara Aramovitch Karapetian. Le directeur musical et chef d'orchestre principal est Dmitri Iourovski depuis 2015; le metteur en scène principal est Viatcheslav Starodoubtsev depuis 2017; le directeur artistique du ballet est Farouk Rouzimatov depuis 2021.